# 乙太網路光纖通道標準
乙太網路光纖通道標準（英語：Fibre Channel over Ethernet，縮寫為），是一種通訊技術標準。它利用乙太網路，傳送光纖通道（Fibre Channel）的訊框，讓光纖通信的資料可以在10 Gigabit/100 Gigabit乙太網路骨幹中傳輸，但仍然是使用光纖通道的協定。它屬於INCITS T11 FC-BB-5標準的一部份。

## 外部連結
- FC-BB-5 技術規格草案（页面存档备份，存于）
- Open-FCoE